# Анкей (сын Посейдона)
Анкей (др.-греч. Ἀγκαῖος) — персонаж древнегреческой мифологии, царь Самоса. Согласно поэту Асию, сын Посейдона и Астипалеи, царь лелегов (либо сын Посейдона и Алфеи). Аргонавт, по одной из версий, был кормчим. Жена Самия (дочь Меандра), дети Перилай, Энуд, Самос, Алиферс и Парфенопа. По одной из версий, был женихом Елены. Насмехался над прорицателем, споря, что выпьет вино из чаши, которую держал в руках, однако, не выпив вина, отправился на охоту, где был убит вепрем. Его потомком была Пифаида, мать Пифагора.